# Transportnetzstruktur
Transportnetzstrukturen sind unterschiedliche Kombinationen von Routen und Lagern in der Logistik, besonders im Sammelgut- und Stückgutverkehr.
Sie entstehen durch die Anordnung von graphentheoretischen Knoten (Quellen und Senken von Ladungen) und deren Verknüpfung über Kanten (Netzwerkprozesse).
Knoten stellen somit Lagerorte und Kanten Transporte dar. Eine Charakterisierung kann über die drei Kriterien Stufigkeit, Dichte (Anzahl der im Netzwerk verbundenen Depots) und Dislozierung (räumliche Verteilung) erfolgen.
Plangesteuerte Distributionsverfahren gelten als veraltet, zentrale Distributionsstrategie erfordern jedoch niedrige Transportkosten und kurze Laufzeiten. Laufzeitunterschiede im „Europa mit Grenzen“ waren und sind bei osteuropäischen Verkehren auch heute noch plausibel und allgemein akzeptiert. In Mitteleuropa hingegen werden nur noch Entfernungsunterschiede akzeptiert.

## Minimalnetze

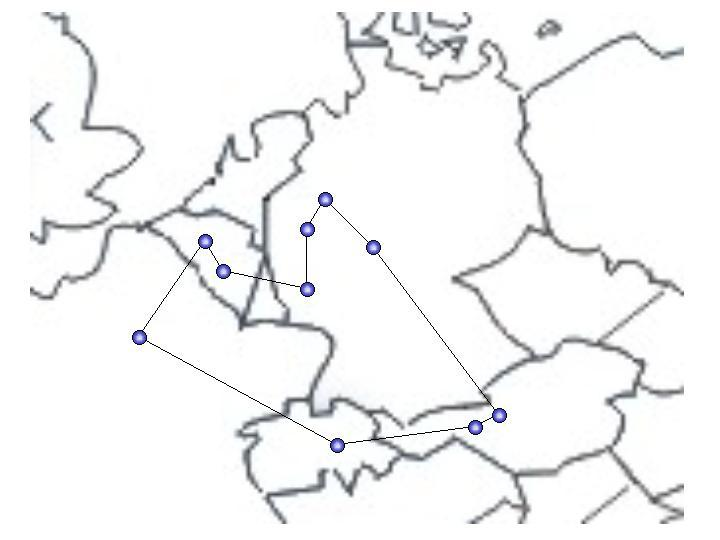
Minimalnetz

Die einfachste Netzstruktur ist das Minimalnetz, bei dem jeder Knoten mit nur maximal zwei Knoten direkt verbunden ist. Die Vorteile dieser Struktur liegen in der guten Auslastung und in der geringen Anzahl von Transportmitteln, die benötigt werden. Jedoch ist Qualität der Transportdienstleistung, die durch häufige Umladevorgänge an den Knoten langsam, zeitaufwendig und fehleranfällig wird, zu gering.

## Direktverkehrsnetze

Direktverkehrsnetzes mit (unten) und ohne (oben) Sammeldepots

Eine zum Minimalnetz gegenüberstehende Netzform entsteht bei der direkten (n:m) Verknüpfung jedes einzelnen Knoten mit einem anderen. Vollständige Direktverkehrsnetze sind dadurch gekennzeichnet, dass sie die kürzeste Verbindung zwischen zwei Knoten ermöglichen, also keine Umwege entstehen. Da bei Stückgutverkehren in der Regel kein direkter Transport von der Quelle zur Senke stattfindet, sind diese Knoten häufig Sammeldepots der Speditionen.
Direktverkehrsnetze sind nur dann geeignet, wenn das Stückgutaufkommen entsprechend hoch ist, oder zu anderen Teilpartien beigeladen werden kann, es aber auch keine Überhangmengen gibt. Ein Beispiel für ein Teilladungsnetzwerk im Direktverkehrsnetz ist die Part Load Alliance (PLA).
Während allgemein in der Literatur mit Rasternetzen gleichgesetzt werden, unterscheidet man nach Hans-Werner Graf Direktverkehrsnetze und Rasternetze, wobei er sich hierbei sehr stark auf die nun folgenden Gate-Netze bezieht.

## Gate- und Rasternetze

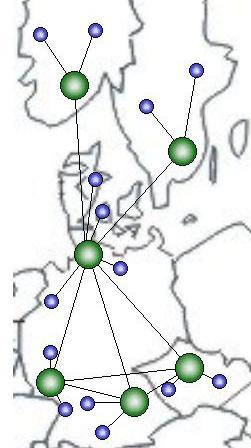
Gatenetzwerk

Graf beschreibt das Rasternetz als ein ausgedünntes Direktverkehrsnetz zwischen Depots, bei dem Verkehre in oder aus nicht stark frequentierten Relationen gebrochen werden und es keine ausgewiesenen zentralen Umschlagspunkte gibt. Solche Auflösungs- und Konzentrationspunkte können auf der einen Seite sicherlich mit Hilfe der Auslastung begründet werden, jedoch finden sich in Speditionsnetzwerken häufiger Gateknoten mit der Aufgabe, Flüsse zwischen Teilnetzwerken zu kontrollieren. Solche Netze sind häufig innerhalb von Kooperationen klein- und mittelständischer Unternehmen (KMU) zu beobachten. Hierbei hat ein Länderspezialist sein Teilnetz (eigene Niederlassungen, Korrespondenten) in die Kooperation eingebracht. Es ist aber zu betonen, dass Gate-Knoten Zugänge zu Teilnetzwerken darstellen, also ausländische Anbindungen wie in diesem Beispiel Tschechien, keine Gate-, sondern klassische Direktanbindungen darstellen.

## Nabe-Speiche-Systeme

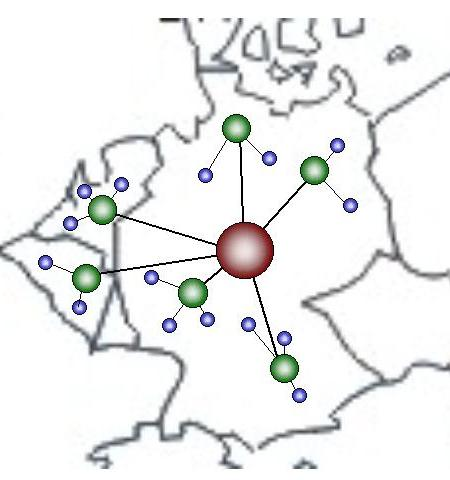
Hub&Spoke-Netz

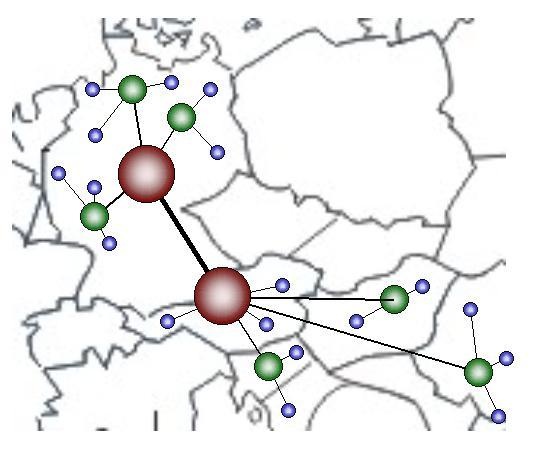
Mehrnabennetz

Netzstrukturen mit einem oder mehreren Hauptumschlagsknoten werden als Hub-and-Spoke-Systeme bezeichnet. 1973 wurde diese im Rahmen einer Seminararbeit an der Yale University von Fred Smith entwickelte Struktur bei dem von ihm gegründeten Paketdienst FedEx eingeführt. Durch die Liberalisierung des amerikanischen Luftverkehrsmarktes Ende der 1970er Jahre und den drohenden Wettbewerb mit regionalen Anbietern wurde das System von den großen Airlines genutzt, um das Zielangebot und die Flugfrequenz erheblich zu steigern. Von der Anwendung im Luftverkehr fand das System den Weg in die Stückgutverkehre am Boden.
Das Prinzip beruht darauf, dass an den Sammeldepots Sendungen konsolidiert und an einem zentralen Umschlagplatz gebracht werden. Es finden also keine Direktverkehre mehr zwischen den einzelnen Knoten, sondern gebündelte Transporte zu einem zentralen Knoten statt. In diesem zentralen Punkt, der Nabe (Hub), werden alle eingehenden Sendungen in zielreine Lieferungen sortiert und anschließend wieder an die Start-Ziel-Knoten ausgeliefert. Durch den „sternförmigen“ Zulauf der Kanten auf einen zentralen Knoten, wie die Speichen eines Laufrades auf die Nabe, bekam diese Struktur ihren Namen.
Die wichtigsten Vorteile solch eines Systems liegen in (V1) der geringeren Anzahl von Kanten, die benötigt werden, um die gleiche Anzahl von Knoten zu verbinden, (V2) der höheren Auslastung der Fahrzeuge, (V3) den höheren Transportfrequenzen zwischen den Knoten und (V4) in einer hohen technische Spezialisierung in der Nabe. Dem gegenüber steht (N1) die hohe Infarktgefährdung der Nabe, (N2) die zusätzliche Verkehrsleistung und somit höhere Transportkosten pro Sendung und (N3) die größere Gefahr einer Transportbeschädigung oder Falschverladung durch den Umschlag in der Nabe.
In Deutschland werden solche Nabe-Speiche-Systeme zur Abfederung des Volumenüberhangs und zur Bedienung aufkommensschwacher Relationen verwendet. So werden zum Beispiel 18 % des Aufkommens der Stückgutkooperation 24plus über das Hub und die restlichen 82 % über Direktverkehre bedient. Bei der Vernetzte-Transport-Logistik (VTL) hingegen werden ca. 90 % der Verkehre über das Hub abgewickelt.
Neben zusätzlichen Regionalhubs, in denen intra-regionale Verkehre disponiert werden, können auch zusätzliche zentrale, inter-regionale Hubs eingeführt werden. Zwar werden durch zusätzliche Naben die durchschnittlichen Entfernungen geringer, da ein Umweg über das zentrale Hub entfällt, jedoch sinkt auch die durchschnittliche Auslastung. Bei Landverkehren betreibt die Stückgutkooperation SystemAlliance laut eigenen Angaben ein Mehr-Naben-System mit dem deutschen Zentralhub in Niederaula. Jedoch ist gerade bei Mehr-Naben-Systemen besonders darauf zu achten, ob tatsächlich ein regionales Hub und nicht ein ausgeprägtes Gate-Netz vorliegt.